# Hovdetjärnen (Hallens socken, Jämtland)
Hovdetjärnen är en sjö i Åre kommun i Jämtland och ingår i Indalsälvens huvudavrinningsområde.